# Орилија (Ајова)
Орилија (енгл. Aurelia) град је у америчкој савезној држави Ајова. По попису становништва из 2010. у њему је живело 1.036 становника.

## Демографија
Према попису становништва из 2010. у граду је живело 1.036 становника, што је -26 (-2.4%) становника више него 2000. године.
| Група             | 2000.         | 2010.       |
| Белци             | 1.049 (98,8%) | 988 (95,4%) |
| Афроамериканци    | 1 (0,1%)      | 3 (0,3%)    |
| Азијати           | 2 (0,2%)      | 6 (0,6%)    |
| Хиспаноамериканци | 9 (0,8%)      | 27 (2,6%)   |
| Укупно            | 1.062         | 1.036       |